# Crocidura yaldeni
Crocidura yaldeni (Lavrenchenko, Voyat & Hutterer, 2016) è un toporagno della famiglia dei Soricidi endemico dell'Etiopia.

## Descrizione

### Dimensioni
Toporagno di piccole dimensioni, con la lunghezza della testa e del corpo tra 84 e 99,5 mm, la lunghezza della coda tra 60 e 73 mm, la lunghezza del piede tra 18,5 e 22,2 mm, la lunghezza delle orecchie tra 10 e 11 mm.

### Aspetto
Le parti dorsali sono bruno-grigiastre con dei riflessi giallo-brunastri, la base dei peli è grigia, mentre le parti ventrali sono grigio scure con dei riflessi giallo-brunastri, la base dei peli è grigio scura. Il dorso delle zampe è brunastro. I piedi sono leggermente allungati, gli artigli sono lunghi. La coda, lunga tra 62,2 e 77,6 % della testa e del corpo, è uniformemente bruno-grigiastra scura ed è cosparsa da lunghe setole, scure verso la base e più chiare all'estremità della coda. 

## Distribuzione e habitat
Questa specie è conosciuta soltanto nella foresta di Belletà, nell'Etiopia sud-occidentale.
Vive nelle foreste umide afromontane lungo i corsi d'acqua a circa 1.900 metri di altitudine.

## Conservazione
Questa specie, essendo stata scoperta solo recentemente, non è stata sottoposta ancora a nessun criterio di conservazione.